# 3635 Kreutz
3635 Kreutz eller 1981 OW1 är en asteroid i huvudbältet som korsar Mars omloppsbana. Den upptäcktes 21 november 1981 av den tjeckiske astronomen Luboš Kohoutek vid Observatorio de Calar Alto. Den har fått sitt namn efter den tyske astronomen Heinrich Kreutz.